# کورت مهلورن
کورت مهلورن (انگلیسی: Kurt Mehlhorn؛ زادهٔ ۲۹ اوت ۱۹۴۹) دانشمند در زمینه علوم رایانه اهل آلمان است. او استاد برجسته در دانشگاه زارلند است. او پیش‌تر نایب رئیس انجمن ماکس پلانک و رئیس مؤسسه ماکس پلانک برای انفورماتیک بوده است.